# Limonia bidens
Limonia bidens är en tvåvingeart som beskrevs av Evgenyi Nikolayevich Savchenko 1979. Limonia bidens ingår i släktet Limonia och familjen småharkrankar. Inga underarter finns listade i Catalogue of Life.